# Sri-lankische Cricket-Nationalmannschaft in Bangladesch in der Saison 2013/14
Die Tour der sri-lankischen Cricket-Nationalmannschaft nach Bangladesch in der Saison 2013/14 fand vom 27. Januar bis zum 22. Februar 2014 statt. Die internationale Cricket-Tour war Bestandteil der Internationalen Cricket-Saison 2013/14 und umfasste zwei Tests, drei ODIs und zwei Twenty20. Sri Lanka gewann die Test-Serie 1-0, die ODI-Serie 3–0 und die Twenty20-Serie 2–0. Die Tests waren Bestandteil der ICC Test Championship, die ODIs Bestandteil der ICC ODI Championship und die Twenty20s Teil der ICC T20I Championship.

## Vorgeschichte

### Einordnung
Für beide Mannschaften war es die letzte Tour vor dem ICC World Twenty20 2014. Bangladesch bestritt seine letzte Tour gegen Neuseeland, Sri Lanka in den Vereinigten Arabischen Emiraten gegen Pakistan. Das letzte Aufeinandertreffen der beiden Mannschaften bei einer Tour fand in der Saison 2012/13 in Sri Lanka statt.

### Ansetzung
Ursprünglich sollte das erste ODI in Sylhet stattfinden, wurde jedoch nach einer Sicherheitsüberprüfung durch die sri-lankische Delegation ausgeschlossen.

## Stadien
Die folgenden Stadien wurden für die Tour als Austragungsort vorgesehen und am 20. November 2013 bekanntgegeben.
| Stadt      | Stadion                                | Kapazität | Spiele               |
| ---------- | -------------------------------------- | --------- | -------------------- |
| Chittagong | Chittagong Divisional Stadium          | 20.000    | 2. Test; 1. & 2. T20 |
| Dhaka      | Sher-e-Bangla National Cricket Stadium | 26.000    | 1. Test; 1.–3. ODI   |

## Kaderlisten
Sri Lanka benannte seinen Test-Kader am 23. Januar, und sein Limited-Overs-Team am 3. Februar 2014.
Bangladesch benannte sein Test-Team am 20. Januar, das Twenty-Team am 5. Februar.
| Test | Test | ODI | ODI | Twenty20 | Twenty20 |
| Bangladesch | Sri Lanka | Bangladesch | Sri Lanka | Bangladesch | Sri Lanka |
| --- | --- | --- | --- | --- | --- |
| - Mushfiqur Rahim (K, wk) - Tamim Iqbal (VK) - Abdur Razzak - Al-Amin Hossain - Imrul Kayes - Mahmudullah - Marshall Ayub - Mominul Haque - Nasir Hossain - Robiul Islam - Rubel Hossain - Shamsur Rahman - Shakib Al Hasan - Sohag Gazi | - Angelo Mathews (K) - Dinesh Chandimal (VK, wk) - Shaminda Eranga - Nuwan Pradeep - Vishwa Fernando - Rangana Herath - Mahela Jayawardene - Prasanna Jayawardene - Dimuth Karunaratne - Suranga Lakmal - Ajantha Mendis - Dilruwan Perera - Kumar Sangakkara - Kaushal Silva - Kithuruwan Vithanage | - Mushfiqur Rahim (K) - Tamim Iqbal (VK) - Al-Amin Hossain - Anamul Haque (wk) - Arafat Sunny - Mahmudullah - Mashrafe Mortaza - Mominul Haque - Naeem Islam - Nasir Hossain - Rubel Hossain - Shafiul Islam - Shamsur Rahman - Shakib Al Hasan - Sohag Gazi | - Angelo Mathews (K) - Dinesh Chandimal (VK) - Tillakaratne Dilshan - Nuwan Kulasekara - Suranga Lakmal - Lasith Malinga - Ajantha Mendis - Angelo Perera - Kusal Perera - Thisara Perera - Seekkuge Prasanna - Ashan Priyanjan - Kumar Sangakkara (wk) - Sachithra Senanayake - Kithuruwan Vithanage | - Mashrafe Mortaza (K) - Al-Amin Hossain - Anamul Haque - Arafat Sunny - Farhad Reza - Mahmudullah - Mohammad Mithun (wk) - Mominul Haque - Nasir Hossain - Rubel Hossain - Sabbir Rahman - Shamsur Rahman - Shakib Al Hasan - Sohag Gazi - Tamim Iqbal | - Dinesh Chandimal (K) - Lasith Malinga (VK) - Tillakaratne Dilshan - Rangana Herath - Mahela Jayawardene - Nuwan Kulasekara - Suranga Lakmal - Angelo Mathews - Ajantha Mendis - Angelo Perera - Kusal Perera - Thisara Perera - Seekkuge Prasanna - Kumar Sangakkara (wk) - Sachithra Senanayake |

## Tests

### Erster Test in Dhaka
| 27. – 31. Januar Scorecard | Dhaka | Bangladesch 232 (63.5) & 250 (51.5)              | – | Sri Lanka 730-6d (187.5) |
|                            |       | Sri Lanka gewinnt mit einem Innings und 248 Runs |   |                          |

### Zweiter Test in Chittagong
| 4. – 8. Februar Scorecard | Chittagong | Sri Lanka 587 (156.4) & 305-4d (75.5) | – | Bangladesch 426 (119.5) & 271-3 (84.4) |
|                           |            | Remis                                 |   |                                        |

## Twenty20 Internationals

### Erstes Twenty20 in Chittagong
| 12. Februar Scorecard | Chittagong | Sri Lanka 168-7 (20)         | – | Bangladesch 166-7 (20) |
|                       |            | Sri Lanka gewinnt mit 2 Runs |   |                        |

### Zweites Twenty20 in Chittagong
| 14. Februar Scorecard | Chittagong | Bangladesch 120 (19.5)          | – | Sri Lanka 123-7 (20) |
|                       |            | Sri Lanka gewinnt mit 3 Wickets |   |                      |

## One-Day Internationals

### Erstes ODI in Dhaka
| 17. Februar Scorecard | Dhaka | Sri Lanka 180 (40)            | – | Bangladesch 167 (39.2) |
|                       |       | Sri Lanka gewinnt mit 13 Runs |   |                        |

### Zweites ODI in Dhaka
| 20. Februar Scorecard | Dhaka | Sri Lanka 289-6 (50)          | – | Bangladesch 228 (43) |
|                       |       | Sri Lanka gewinnt mit 61 Runs |   |                      |

### Drittes ODI in Dhaka
| 22. Februar Scorecard | Dhaka | Bangladesch 240-8 (50)          | – | Sri Lanka 246-4 (47.3) |
|                       |       | Sri Lanka gewinnt mit 6 Wickets |   |                        |

## Statistiken
Die folgenden Cricketstatistiken wurden bei dieser Tour erzielt.
| Tests              | Tests       | Tests   | Tests   | Tests   | Tests   | Tests   | Tests   | Tests   |
| Batting            | Batting     | Batting | Batting | Batting | Batting | Batting | Batting | Batting |
| Spieler            | Mannschaft  | Spiele  | Innings | Runs    | Average | HS      | 100s    | 50s     |
| ------------------ | ----------- | ------- | ------- | ------- | ------- | ------- | ------- | ------- |
| Kumar Sangakkara   | Sri Lanka   | 2       | 3       | 499     | 166,33  | 319     | 2       | 1       |
| Mahela Jayawardene | Sri Lanka   | 2       | 3       | 286     | 143,00  | 203*    | 1       | 1       |
| Shamsur Rahman     | Bangladesch | 2       | 4       | 193     | 48,25   | 106     | 1       | 0       |
| Kaushal Silva      | Sri Lanka   | 2       | 3       | 179     | 59,66   | 139     | 1       | 0       |
| Shakib Al Hasan    | Bangladesch | 2       | 4       | 173     | 57,66   | 55      | 0       | 2       |
| Bowling            |             |         |         |         |         |         |         |         |
| Spieler            | Mannschaft  | Spiele  | Overs   | Wickets | Average | BBI     | 5W      | 10W     |
| Dilruwan Perera    | Sri Lanka   | 2       | 97.5    | 10      | 32,80   | 5/109   | 1       | 0       |
| Shakib Al Hasan    | Bangladesch | 2       | 99      | 9       | 43,00   | 5/148   | 1       | 0       |
| Suranga Lakmal     | Sri Lanka   | 2       | 70.1    | 7       | 29,28   | 3/39    | 0       | 0       |
| Ajantha Mendis     | Sri Lanka   | 1       | 45.5    | 6       | 26,66   | 6/99    | 1       | 0       |
| Shaminda Eranga    | Sri Lanka   | 1       | 23.4    | 5       | 15,00   | 4/49    | 0       | 0       |

| ODIs                 | ODIs        | ODIs    | ODIs    | ODIs    | ODIs    | ODIs    | ODIs    | ODIs    |
| Batting              | Batting     | Batting | Batting | Batting | Batting | Batting | Batting | Batting |
| Spieler              | Mannschaft  | Spiele  | Innings | Runs    | Average | HS      | 100s    | 50s     |
| -------------------- | ----------- | ------- | ------- | ------- | ------- | ------- | ------- | ------- |
| Kumar Sangakkara     | Sri Lanka   | 2       | 2       | 136     | 68,00   | 128     | 1       | 0       |
| Mushfiqur Rahim      | Bangladesch | 3       | 3       | 136     | 45,33   | 79      | 0       | 1       |
| Kusal Perera         | Sri Lanka   | 3       | 3       | 134     | 44,66   | 106     | 1       | 0       |
| Mominul Haque        | Bangladesch | 3       | 3       | 119     | 39,66   | 60      | 0       | 1       |
| Ashan Priyanjan      | Sri Lanka   | 3       | 3       | 88      | 44,00   | 60      | 0       | 1       |
| Bowling              |             |         |         |         |         |         |         |         |
| Spieler              | Mannschaft  | Spiele  | Overs   | Wickets | Average | BBI     | 5W      | 10W     |
| Rubel Hossain        | Bangladesch | 3       | 28      | 7       | 26,00   | 3/76    | 0       | 0       |
| Sachithra Senanayake | Sri Lanka   | 3       | 26      | 5       | 22,40   | 2/33    | 0       | 0       |
| Thisara Perera       | Sri Lanka   | 3       | 24      | 4       | 28,50   | 2/40    | 0       | 0       |
| Dhammika Prasad      | Sri Lanka   | 1       | 10      | 3       | 16,33   | 3/49    | 0       | 0       |
| Shakib Al Hasan      | Bangladesch | 2       | 17      | 3       | 25,00   | 2/29    | 0       | 0       |
| Lasith Malinga       | Sri Lanka   | 2       | 16      | 3       | 27,33   | 2/45    | 0       | 0       |
| Angelo Mathews       | Sri Lanka   | 3       | 18.2    | 3       | 28,66   | 3/21    | 0       | 0       |
| Arafat Sunny         | Bangladesch | 3       | 24      | 3       | 39,00   | 2/31    | 0       | 0       |

| Twenty20s        | Twenty20s   | Twenty20s | Twenty20s | Twenty20s | Twenty20s | Twenty20s | Twenty20s | Twenty20s |
| Batting          | Batting     | Batting   | Batting   | Batting   | Batting   | Batting   | Batting   | Batting   |
| Spieler          | Mannschaft  | Spiele    | Innings   | Runs      | Average   | HS        | 100s      | 50s       |
| ---------------- | ----------- | --------- | --------- | --------- | --------- | --------- | --------- | --------- |
| Kusal Perera     | Sri Lanka   | 2         | 2         | 85        | 42,50     | 64        | 0         | 1         |
| Anamul Haque     | Bangladesch | 2         | 2         | 82        | 41,00     | 58        | 0         | 1         |
| Thisara Perera   | Sri Lanka   | 2         | 2         | 54        |           | 35*       | 0         | 0         |
| Kumar Sangakkara | Sri Lanka   | 2         | 2         | 48        | 24,00     | 37        | 0         | 0         |
| Shakib Al Hasan  | Bangladesch | 2         | 2         | 38        | 19,00     | 26        | 0         | 0         |
| Bowling          |             |           |           |           |           |           |           |           |
| Spieler          | Mannschaft  | Spiele    | Overs     | Wickets   | Average   | BBI       | 5W        | 10W       |
| Lasith Malinga   | Sri Lanka   | 2         | 7.5       | 4         | 13,50     | 3/20      | 0         | 0         |
| Nuwan Kulasekara | Sri Lanka   | 2         | 8         | 4         | 15,25     | 2/29      | 0         | 0         |
| Mashrafe Mortaza | Bangladesch | 2         | 8         | 4         | 18,00     | 2/29      | 0         | 0         |
| Arafat Sunny     | Bangladesch | 2         | 5         | 3         | 8,33      | 2/17      | 0         | 0         |
| Shakib Al Hasan  | Bangladesch | 2         | 6         | 3         | 11,66     | 2/27      | 0         | 0         |

## Player of the Series
Als Player of the Series wurden die folgenden Spieler ausgezeichnet.
| Serie | Player of the Series |
| ----- | -------------------- |
| Test  | Kumar Sangakkara     |
| ODI   | Sachithra Senanayake |
| T20   | Nuwan Kulasekara     |

### Player of the Match
Als Player of the Match wurden die folgenden Spieler ausgezeichnet.
| Spiel   | Player of the Match |
| ------- | ------------------- |
| 1. Test | Mahela Jayawardene  |
| 2. Test | Kumar Sangakkara    |
| 1. T20  | Kusal Perera        |
| 2. T20  | Thisara Perera      |
| 1. ODI  | Thisara Perera      |
| 2. ODI  | Kumar Sangakkara    |
| 3. ODI  | Kusal Perera        |